# 飛鳥時代
飛鳥時代（あすかじだい）は、日本の歴史の時代区分の一つ。広義には、難波宮や飛鳥に宮都が置かれていた崇峻天皇5年（592年（ただし旧暦12月8日なので、西暦に換算すると593年））から和銅3年（710年）にかけての118年間を指す。狭義には、聖徳太子が摂政になった推古天皇元年（593年）から藤原京への遷都が完了した持統天皇8年（694年）にかけての101年間、または推古天皇元年（593年）から和銅3年（710年）にかけての117年間を指す。

## 名称
現在の奈良県高市郡明日香村付近に相当する「飛鳥」の地に宮・都が置かれていたとされることに由来する。「飛鳥時代」という時代区分は、元々美術史や建築史で使われ始めた言葉である。20世紀初期（1900年前後の明治30年代）に美術学者の関野貞と岡倉天心によって提案された時代名である。関野は大化の改新までを、岡倉は平城京遷都までを飛鳥時代とした。日本史では通常、岡倉案のものを採用しているが、現在でも美術史や建築史などでは関野案のものを使用し、大化の改新以降を白鳳時代（はくほうじだい）として区別する事がある。

## 概要

### 推古朝

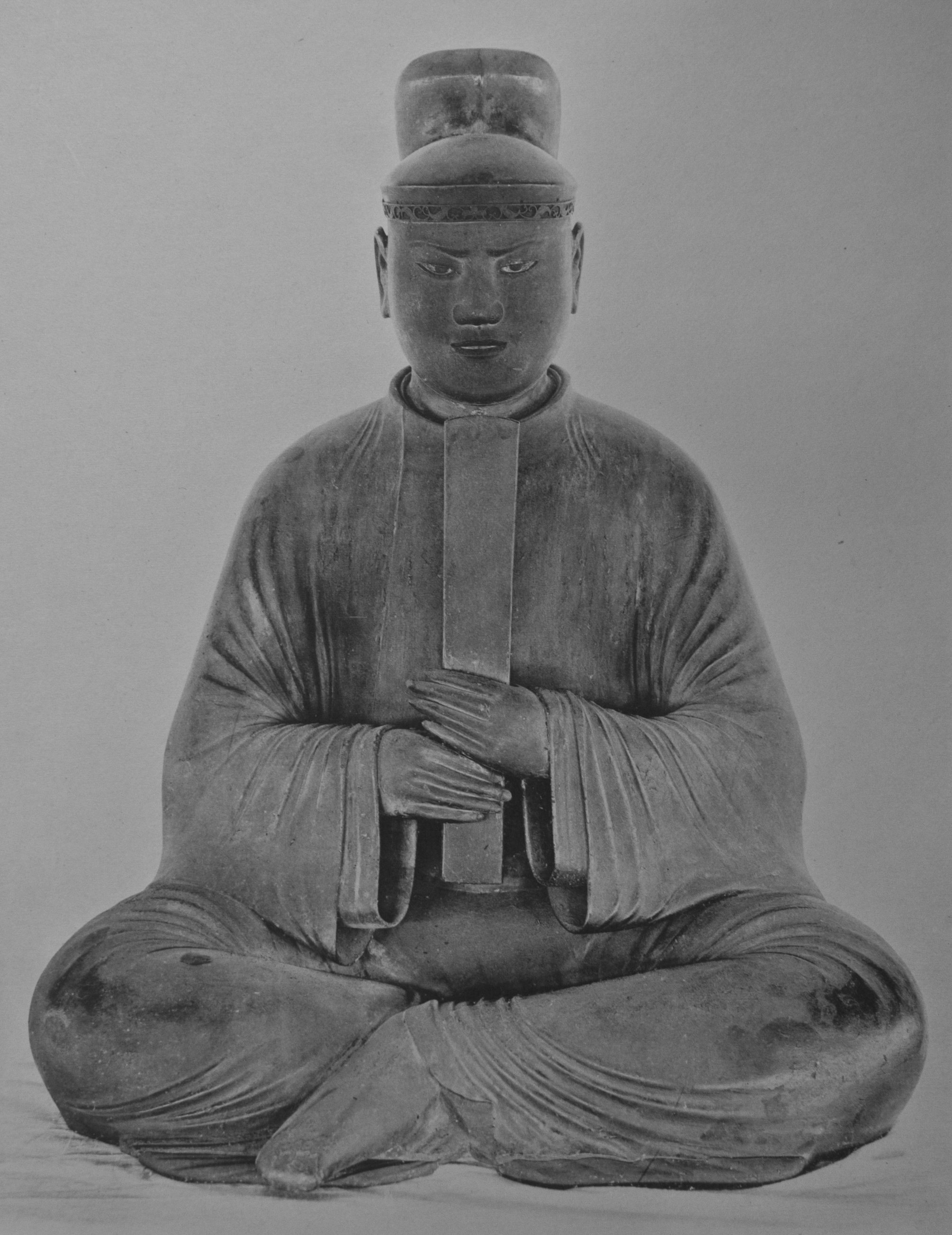
聖徳太子（厩戸皇子）像。法隆寺聖霊院。

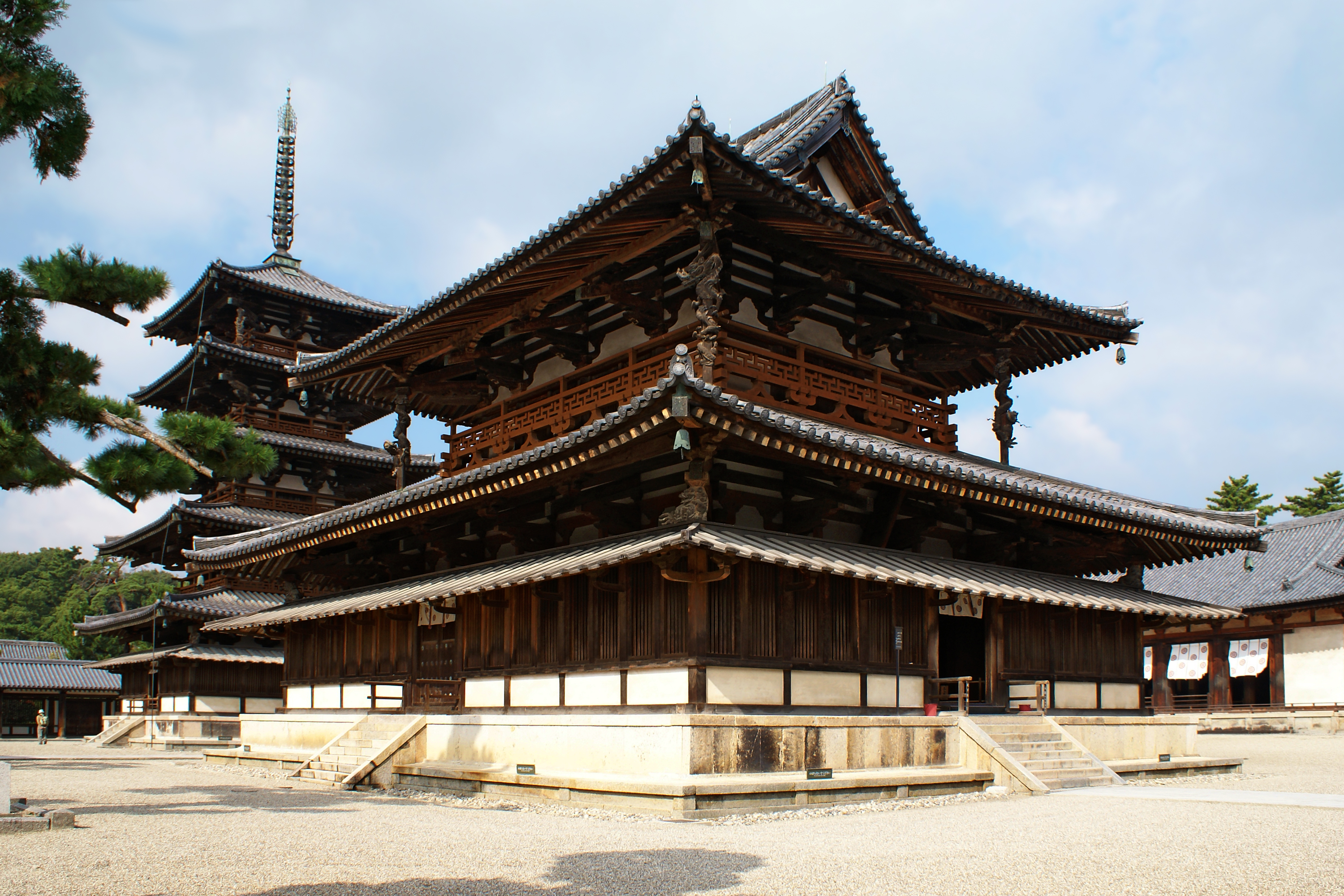
法隆寺金堂（西院伽藍）

5世紀には氏姓制度に基づく部民制が普及していたところ、552年（欽明天皇13年)、或いは538年（宣化天皇3年）に、百済の聖王（聖明王）が、釈迦仏像や経論などを朝廷に贈り、仏教が公伝されると、587年（用明天皇2年）、大王の仏教帰依について、大連・物部守屋（排仏派）と大臣・蘇我馬子（崇仏派）との対立が激化した。聖徳太子は蘇我氏側につき、武力抗争の末に物部氏を滅ぼした（丁未の乱）。物部氏を滅ぼして以降、約半世紀の間、蘇我氏が大臣として権力を握った。588年（崇峻天皇元年）には、蘇我馬子が飛鳥に法興寺（飛鳥寺）の建立を始める。
587年（用明天皇2年）、馬子は丁未の乱で蘇我氏側についた泊瀬部皇子を大王に擁立したが（崇峻天皇）、次第に天皇と馬子の不仲が目立ち、592年（崇峻天皇5年）、蘇我馬子は東漢駒に命じて崇峻天皇を暗殺させた。こののち馬子は日本初の女帝となる推古天皇を立てた。593年（推古天皇元年）、聖徳太子（厩戸皇子）が皇太子に立てられ、摂政となったといわれている。603年（推古天皇11年）には、冠位十二階を制定。聖徳太子が604年に十七条憲法を作り、仏教の興隆に力を注ぐなど、大王・王族中心の理想の国家体制作りの礎を築いた。
607年（推古天皇15年）、小野妹子らを隋に遣隋使として遣わして、隋の皇帝に「日出る処の天子、書を日没する処の天子に致す。恙無きや。云々。」（「日出處天子致書日沒處天子無恙云云」）の上表文（国書）を送る。留学生・留学僧を隋に留学させて、隋の文化を大いに取り入れて、国家の政治・文化の向上に努めた。620年（推古天皇28年）には、聖徳太子は蘇我馬子と「天皇記・国記、臣連伴造国造百八十部併公民等本記」を記した。
国造制が、遅くとも推古朝頃には、全国的に行われていた。国造とは、各地の有力豪族に与えられた一種の称号で、大和朝廷の地方行政的な性格を持つものである。
621年（推古天皇29年）に摂政であった聖徳太子が、626年（同34年）には蘇我馬子が、さらに628年（同36年）には推古天皇が没した。日本歴史上初めての女帝の時代は36年間の長期に渡った。

### 舒明・皇極朝
聖徳太子と推古天皇が没した後は、蘇我蝦夷と子の蘇我入鹿（いるか）の専横ぶりが目立ったと『日本書紀』には記されている。推古天皇没後、有力な大王位継承候補となったのは、田村皇子と山背大兄王（聖徳太子の子）であった。蝦夷は推古天皇の遺言を元に田村皇子を舒明天皇として擁立するが、同族境部摩理勢は山背大兄王を推したため、蝦夷に滅ぼされる。舒明天皇の没後は、大后である宝皇女が皇極天皇として即位した。さらに蝦夷・入鹿の専横は激しくなり、蘇我蝦夷が自ら国政を執り、紫の冠を私用したことや、643年（皇極天皇2年）、聖徳太子の子・山背大兄王一族（上宮王家）を滅ぼしたことなど、蘇我氏が政治を恣にした。

### 孝徳朝

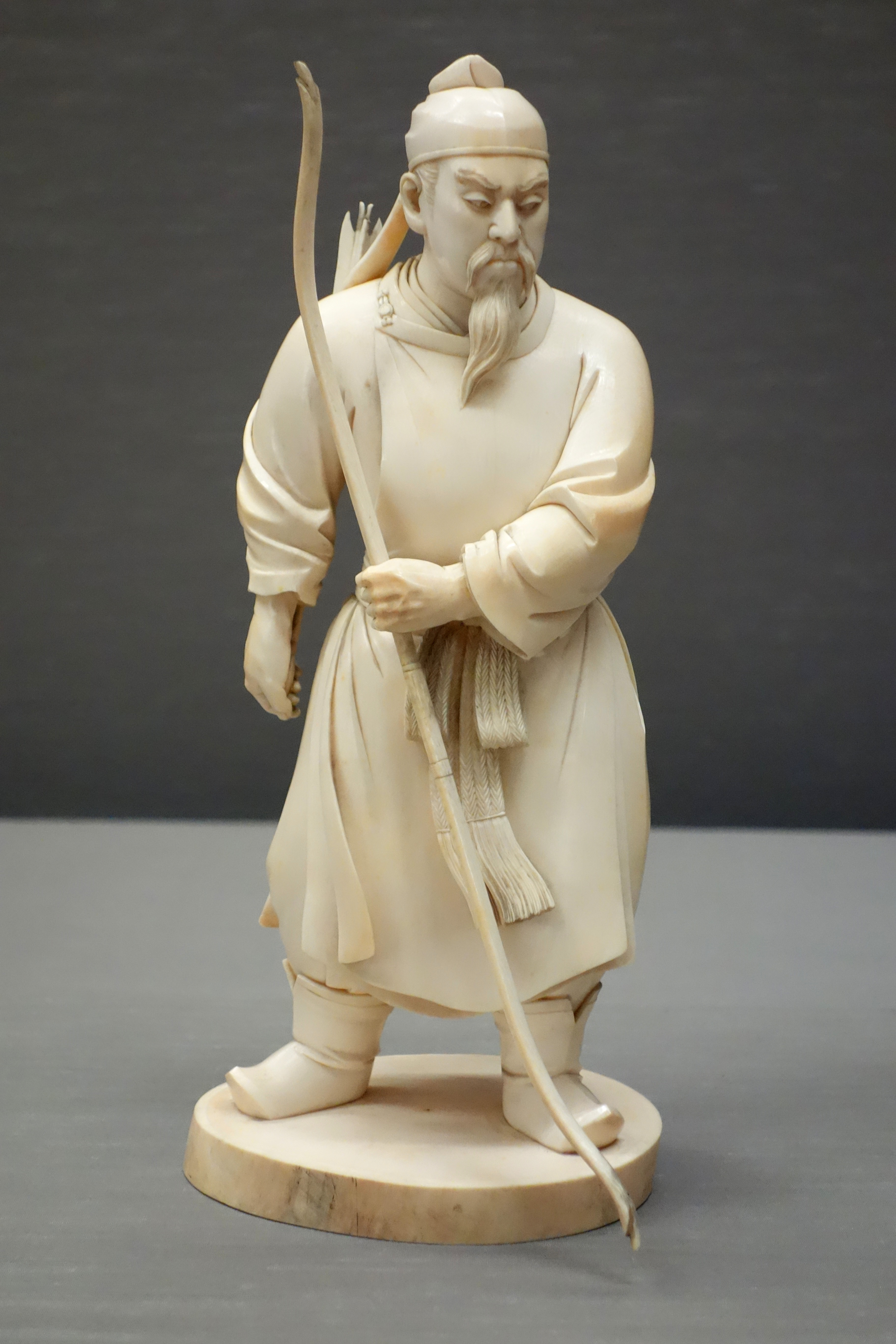
牙彫藤原鎌足（宮彫師島村俊明作、1892年）。東京国立博物館

645年（皇極天皇4年）の乙巳の変で、中大兄皇子・中臣鎌足（藤原鎌足）らが宮中（飛鳥板蓋宮）で蘇我入鹿を暗殺し、蘇我蝦夷を自殺に追いやり、半世紀も続いた蘇我氏の体制を滅ぼした。
乙巳の変後、皇極天皇は弟の軽皇子に譲位し、新たに孝徳天皇が即位した。孝徳天皇は、日本で最初の元号の大化を制定するなど次々と改革を進めていった（大化の改新）。『日本書紀』の記述によると、645年（大化元年）12月には都を難波長柄豊碕宮に移している。翌646年（大化2年）正月には、改新の詔を宣して、政治体制の改革を始めた。その後も、今までは蘇我氏の大臣1人だけの中央官制を左大臣・右大臣・内大臣の3人に改めた。東国等の国司に戸籍調査や田畑の調査を命じたとある。649年（大化5年）、この頃、評（こおり）の制を定める。650年（白雉元年）2月15日、穴門国（後の長門国）より献上された白雉により、改元する。

### 天智朝
孝徳天皇が死没した後は、中大兄皇子が政治の実権を握った。中大兄皇子は何らかの理由により大王位には就かず、退位し皇祖母尊（すめみおやのみこと）を称していた母親・皇極天皇を、再度即位（重祚）させた（斉明天皇）。斉明天皇没後も数年の間、皇位に就かず、皇太子の地位で政務に当たった（天皇の位に就かずに政務を執ることを称制という）。
663年（天智天皇2年）、百済の国家復興に助力するため朝鮮半島へ出兵したが、白村江の戦いで新羅・唐連合軍に大敗した。そのことは当時の支配層にとっては大変な脅威であり、日本列島の各地に防衛施設を造り始めるきっかけとなった。664年（天智天皇3年）、筑紫に大宰府を守る水城を造り、対馬・隠岐・筑紫など朝鮮半島方面の日本海に防人や烽を置いた。666年（天智天皇5年）には、日本国内の百済人2000人余りを東国へ移すなど、防衛施設の整備が進んだ。667年（天智天皇6年）、都城も防衛しやすい近江大津宮に移された。そのほか、大和に高安城が築城されて、讃岐に屋島城が築城されて、対馬に金田城が築かれている。
668年（天智天皇7年）に、皇太子だった中大兄皇子が即位して、天智天皇となる。
670年（天智天皇9年）、全国的な戸籍（庚午年籍）を作り、人民を把握する国内政策も推進した。また、東国に柵を造った。　
671年   (天智天皇10 年)　、天智天皇が急死する。死因は朝廷編纂の歴史書にも書かれていないため諸説ある。

### 天武・持統朝
天智天皇が没すると、天智天皇の弟である大海人皇子（後の天武天皇）と、息子である大友皇子（明治時代に弘文天皇と諡号され、歴代に加えられる）との間で争いが起こった。672年（弘文天皇元年）の壬申の乱である。この戦いは、地方豪族の力も得て、最終的には大海人皇子が勝利、即位後に天武天皇となった。天武天皇は、中央集権的な国家体制の整備に努めた。
672年（天武天皇元年）の末に、宮を飛鳥浄御原宮に移した。官人登用の法、甲子の宣の廃止、貴族・社寺の山・島・浦・林・池などの返還、畿外の豪族と才能のある百姓の任官への道を開き、官人の位階昇進の制度などを新設したりといった諸政を行った。
681年（天武天皇10年）には、律令の編纂を開始した。5年後の686年（朱鳥元年）に、天武天皇は没し、皇后（後の持統天皇）の称制となる。689年（持統天皇3年）には、諸氏に令1部全22巻で構成される飛鳥浄御原令が制定され、頒布される。律は編纂されず、唐の律令制度である唐律をそのまま用いたのではないかと考えられている。

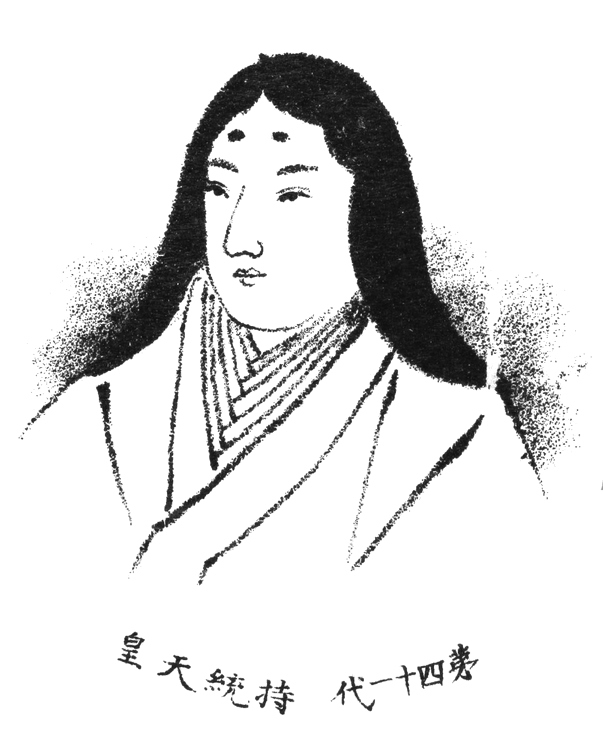
持統天皇。三英舎『御歴代百廿一天皇御尊影』、1894年。

人民支配のための本格的な戸籍作りも開始される。皇后が天皇として即位した690年（持統天皇4年）には、庚寅年籍が造られ、「六年一造」の造籍の出発点となった。692年（持統天皇6年）には伊勢国に行幸し、伊勢神宮の整備を進めた。また畿内に班田大夫を派遣し、公地公民制を基礎とした班田収授法を実施した。702年（大宝2年）には、大宝令にもとづいた最初の造籍が行われ、国民1人1人が政府に把握されるようになった。さらに、条里制による耕地の区画整理が進み、班田が与えられた。
694年（持統天皇8年）には日本初の本格的都城となる藤原京に都を遷した。
持統天皇は、子の草壁皇子に位を譲るつもりであったが、早世したため、孫である文武天皇を即位させる。この間、唐の律令制度を基本に、律と令にもとづいた政治を実施するために、700年（文武天皇4年）に王臣に令文を読習させ、律条を撰定する作業に取りかかり、翌年の701年（文武天皇5年）に大宝律令が制定された。これにより、天皇を頂点とした、貴族・官僚による中央集権支配体制が完成した。これをもって、一応の古代国家成立と見る。時期は不明瞭ながら倭に代えて日本の国号を定め、702年（大宝2年）に粟田真人ら遣唐使を派遣して武周にこれを伝えた。
中央行政組織は太政官と神祇官による二官八省制が採られ、地方行政組織は、国制度・郡制度・里制度が採られるようになった。租・庸・調の税制が整備され、国家財政が支えられるようになった。また、律令制度の施行に伴って生じた不備などを調整する目的から、慶雲の改革が行われた（慶雲3年（706年）以降）。
文武天皇の死後、母の元明天皇が即位。710年（和銅3年）に、平城京へ遷都した。

## 経済発展
古墳時代に続き、飛鳥時代も、地方豪族（および古代集落）の支配下で、日本の農業生産力向上・人口増大・日本人の体格向上が続いた。

## 年表
- 531年（継体天皇25年） - 安閑天皇即位する。
- 535年（安閑天皇2年） - 屯倉（みやけ）が全国において多数設置される。
- 538年（宣化天皇3年） - 仏教伝来（『元興寺伽藍縁起并流記資財帳』の説）
- 540年（欽明天皇元年） - 秦人・漢人の戸籍が作られる。
- 552年（欽明天皇13年） - 仏教伝来（『日本書紀』の説）
- 571年（欽明天皇32年） - 欽明天皇没する。
- 572年（敏達天皇元年） - 敏達天皇が即位する。
- 585年（敏達天皇15年）- 敏達天皇崩御。
- 587年（用明天皇2年） - 仏教に帰依せんことを群臣に諮る。物部氏と蘇我氏が対立し、蘇我氏が勝つ。用明天皇没する。
- 588年（崇峻天皇元年） - 崇峻天皇が即位する。
- 592年（崇峻天皇5年） - 崇峻天皇が暗殺される。推古天皇即位。
- 593年（推古天皇元年）- 厩戸皇子（聖徳太子）が皇太子に立てられ、摂政となる。
- 600年（推古天皇8年） - 『隋書』によれば、倭国より遣使。
- 603年（推古天皇11年）　冠位十二階を制定する
- 604年（推古天皇12年） - 十七条憲法制定。
- 607年（推古天皇15年） -『日本書紀』によれば、初の遣隋使（大唐国と記載）。『隋書』では2回目と記載。
- 608年（推古天皇16年） -裴世清が答礼使として来日。
- 628年（推古天皇36年） - 推古天皇没する。遺詔を巡って群臣争う。
- 629年（舒明天皇元年） - 田村皇子即位し、舒明天皇となる。
- 645年（皇極天皇4年） - 中大兄皇子・中臣鎌足ら、蘇我入鹿を宮中で殺害する。蘇我蝦夷自殺する（乙巳の変）。軽皇子が即位。孝徳天皇となる。
- 646年（大化2年） - 改新の詔を宣する。（大化の改新）
- 654年（白雉5年） - 10月、孝徳天皇難波宮で没する。
- 655年（斉明天皇元年） - 1月、皇極天皇重祚し、斉明天皇となる。
- 663年（天智天皇2年） - 白村江の戦いで大敗する。
- 670年（天智天皇9年） - 全国的に戸籍を作る（庚午年籍）。
- 672年（弘文天皇元年・天武天皇元年） - 天智天皇没する。壬申の乱。飛鳥浄御原宮（きよみはらのみや）に遷る。
- 681年（天武天皇10年） - 飛鳥浄御原令の編纂を開始する。
- 690年（持統天皇4年） - 戸令により、庚寅年籍を作る。
- 694年（持統天皇8年） - 藤原京に都を移す。
- 697年（文武天皇元年） - 持統天皇譲位し、文武天皇即位する。
- 701年（大宝元年） - 大宝律令の撰定完成する。
- 707年（慶雲4年） - 文武天皇（25）没し、元明天皇即位する。
- 708年（和銅元年） - 武蔵国から銅を献上する。改元する。和同開珎を発行する。
- 710年（和銅3年） - 平城京に遷都する。

## 関連する人物
- 飛鳥時代以前の人物一覧

## 遺跡
- 中ツ道
- 藤原宮跡

その他、飛鳥村の多数の遺跡

## 画像

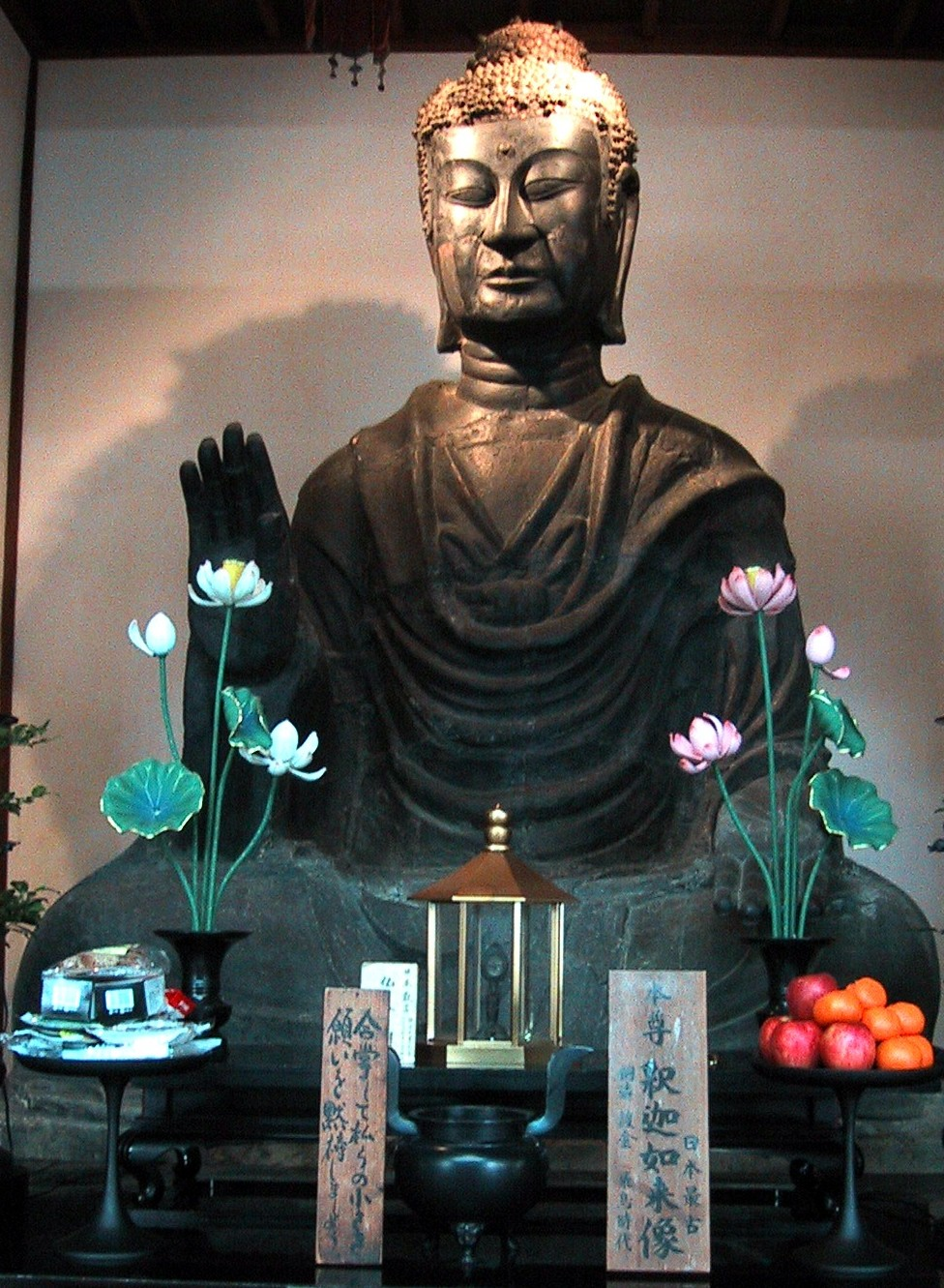
飛鳥寺の大仏。609年作製と見られており、日本最古の仏像である。
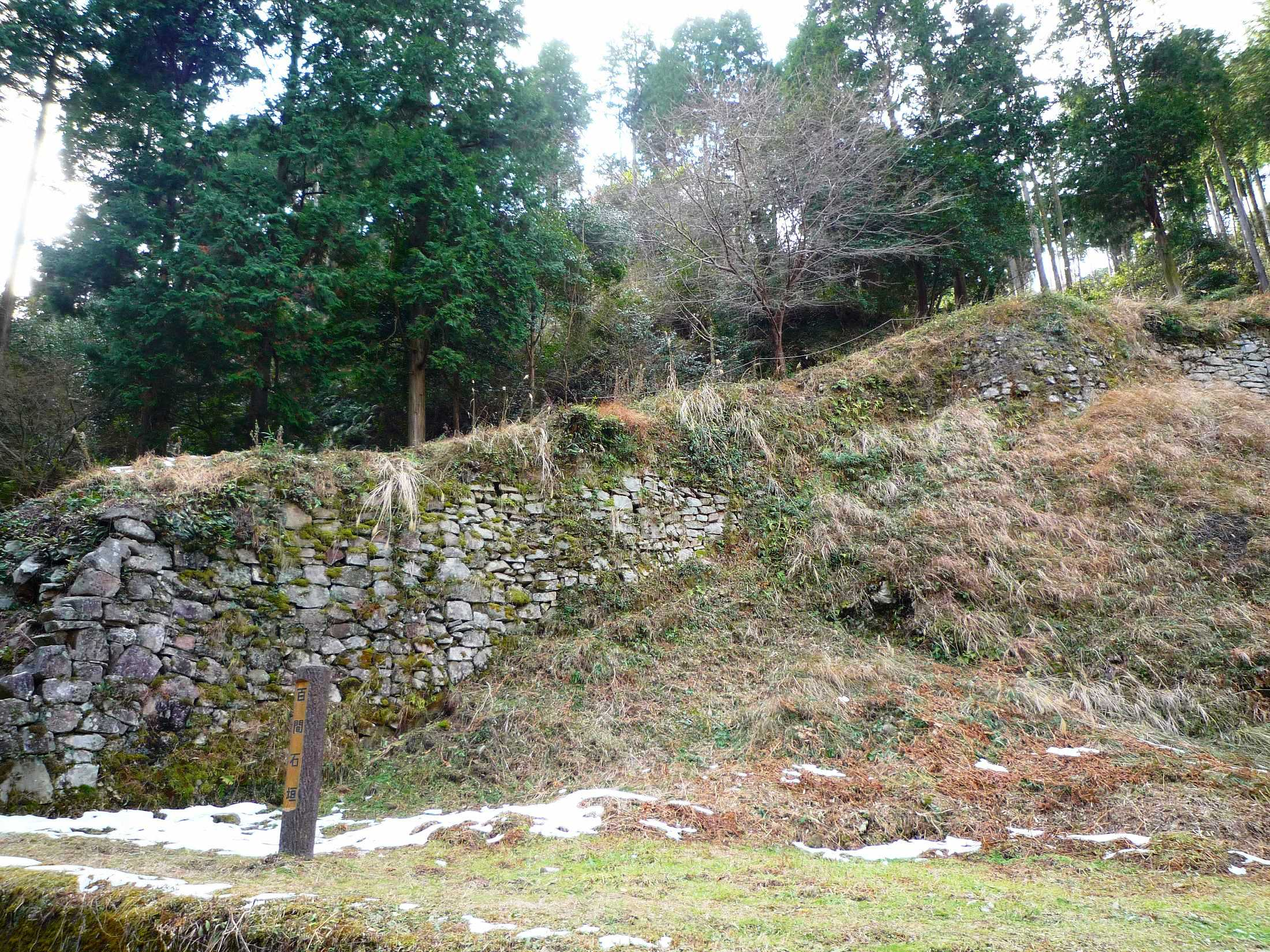
大野城跡。日本書紀によれば、白村江の戦いの敗北後、唐の侵略に備えて建造されたという。
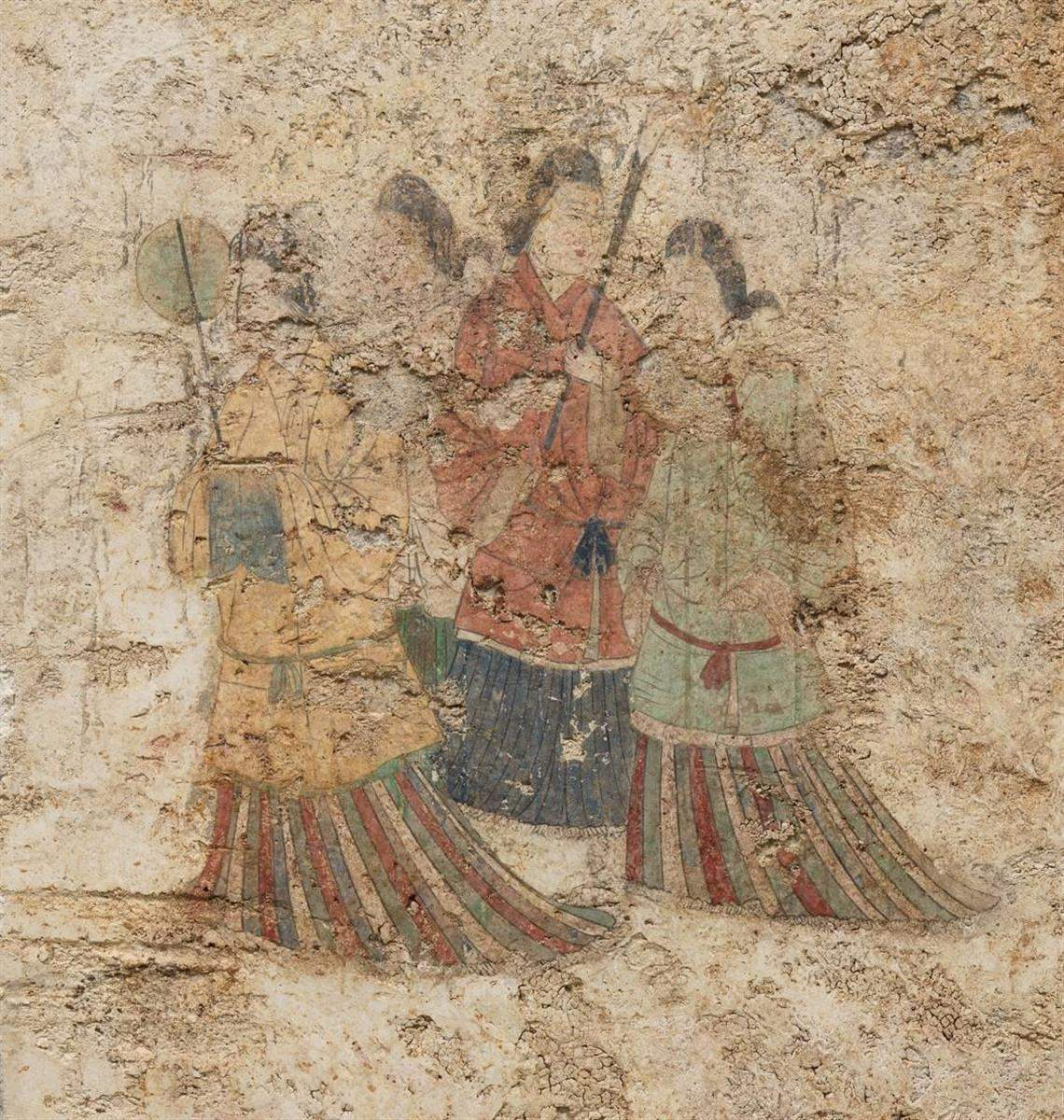
高松塚古墳の壁画。
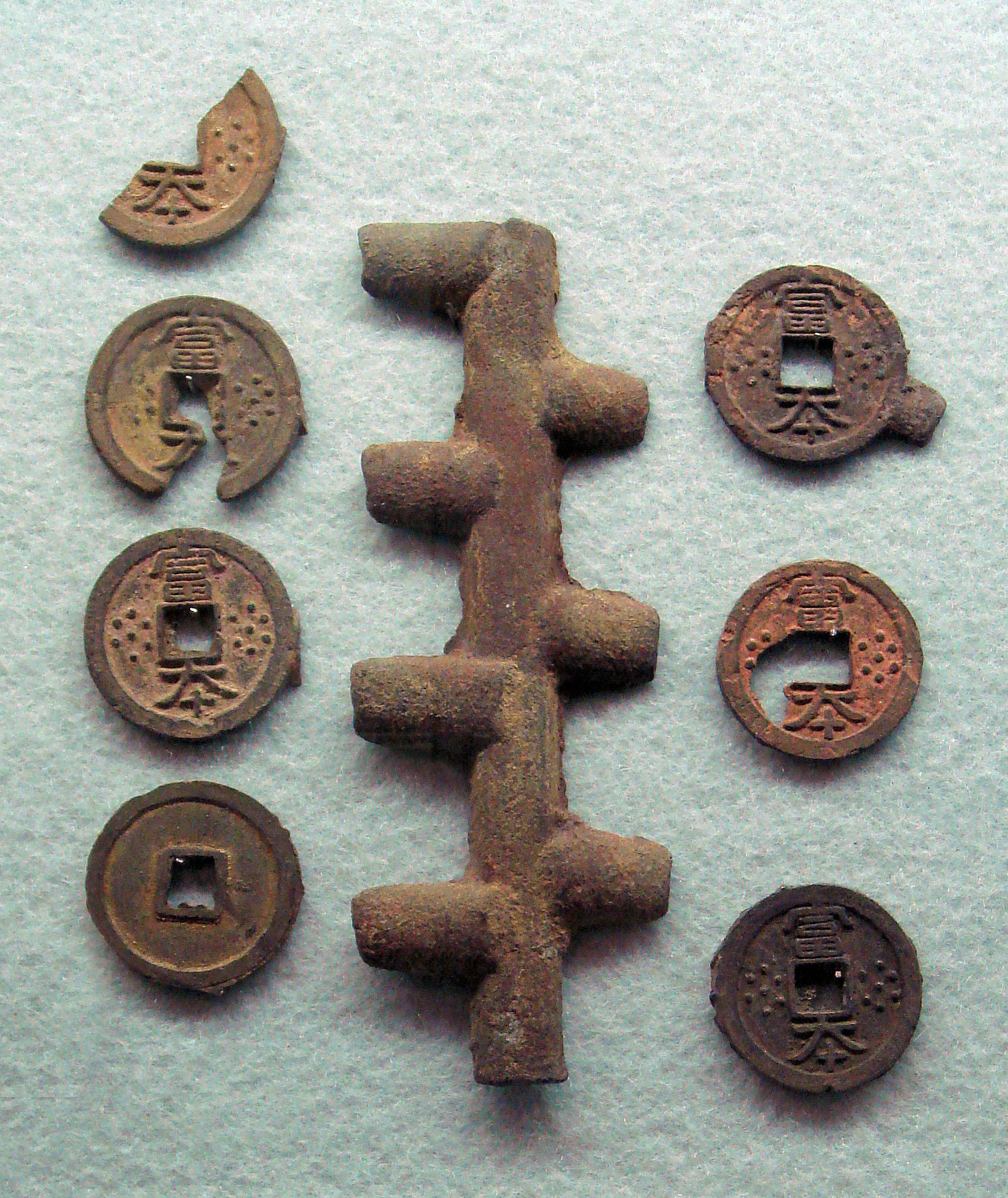
富本銭。
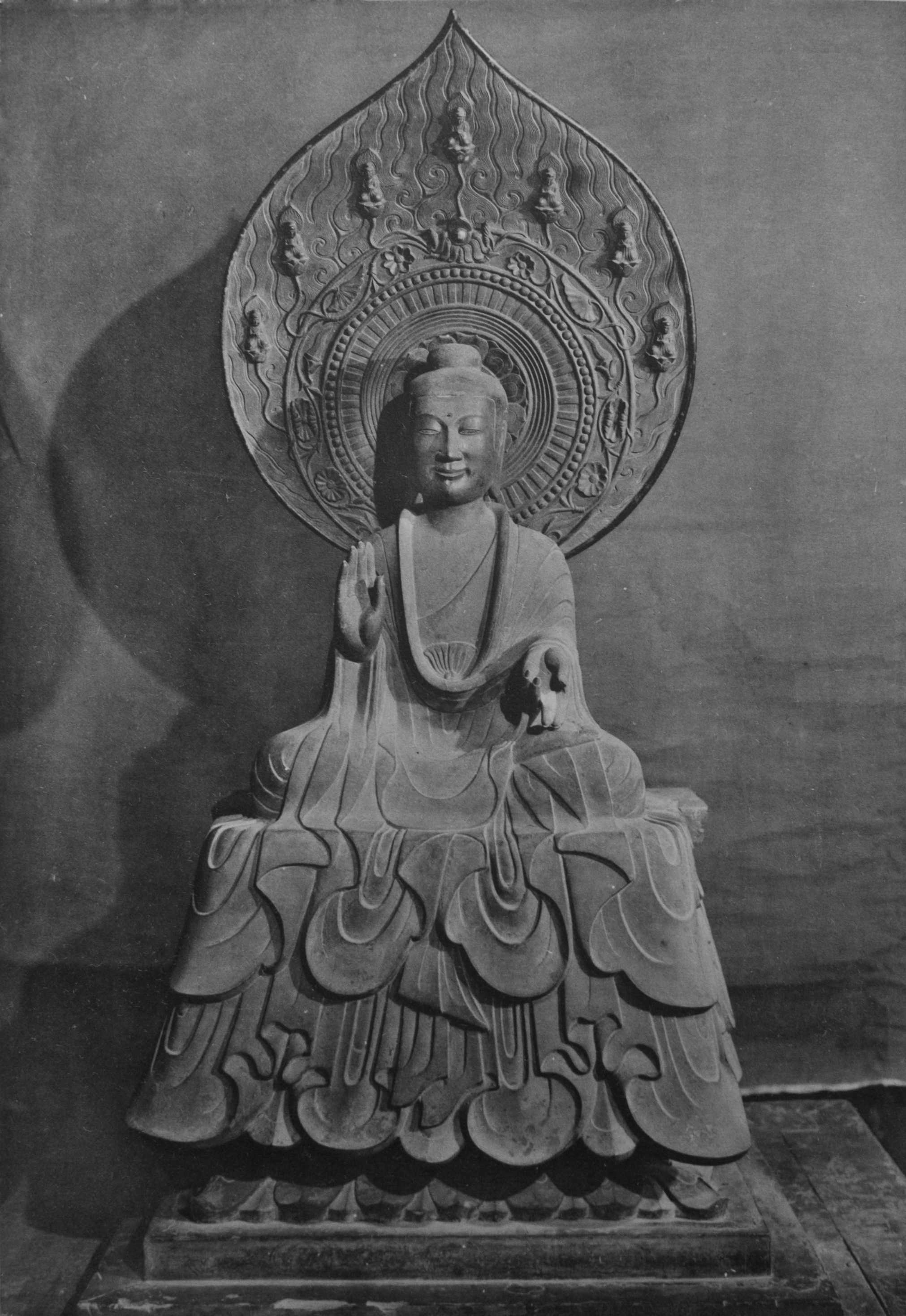
法隆寺の薬師如来像
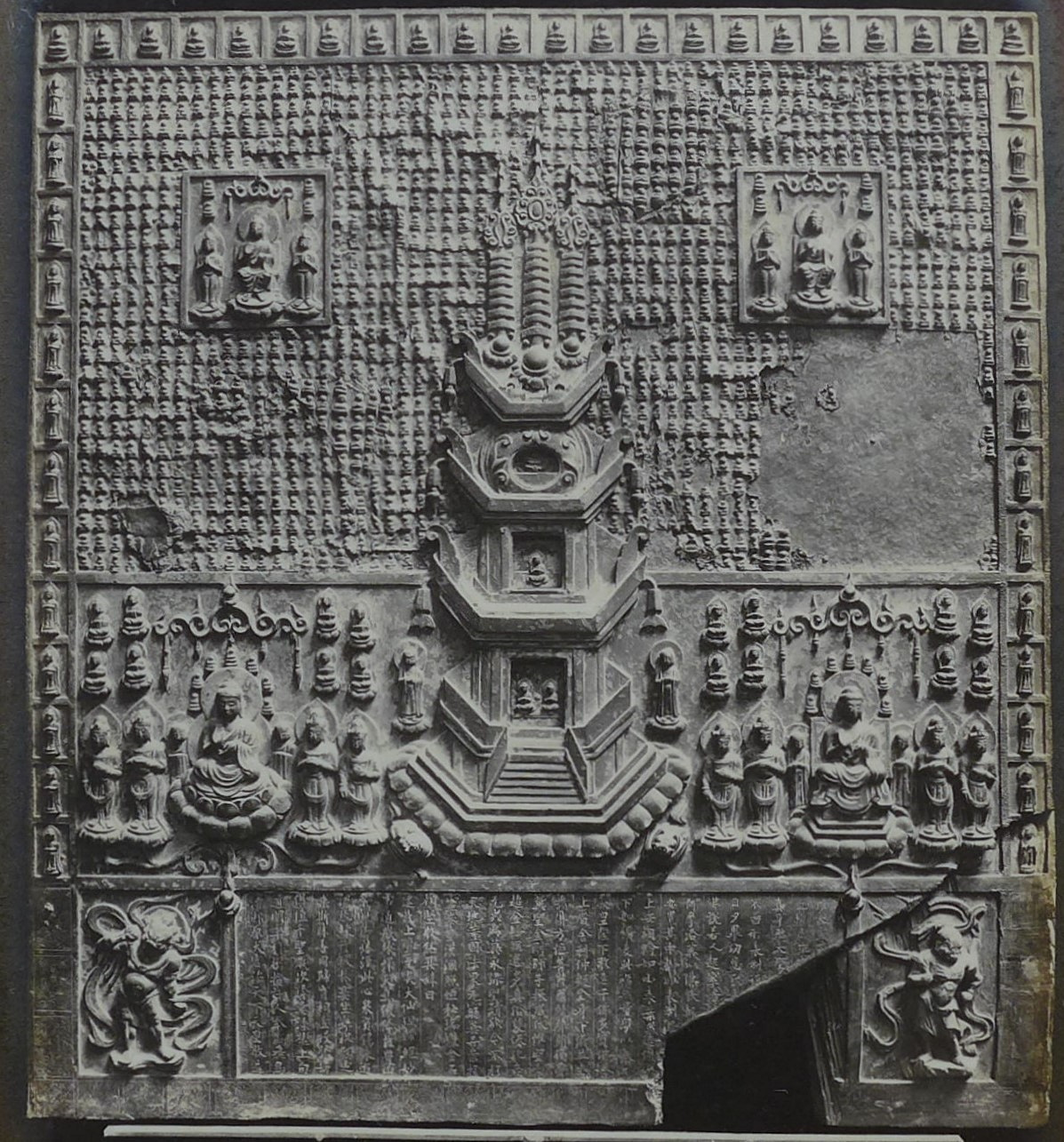
長谷寺の法華説相図